# 1881 a tudományban
Az 1881. év a tudományban és a technikában.

## Születések
- február 3. – Galamb József gépészmérnök, a Ford T-modell autó tervezője († 1955)
- május 1. – Pierre Teilhard de Chardin francia jezsuita teológus, filozófus és paleontológus († 1955)
- május 11. – Kármán Tódor gépészmérnök, fizikus, alkalmazott matematikus, az aerodinamika és az űrkutatás kiemelkedő alakja († 1963)
- augusztus 6. – Alexander Fleming Nobel-díjas orvos-bakteriológus, a penicillin felfedezője, ezzel az első antibiotikum előállításának szellemi atyja († 1955)
- október 22. – Clinton Davisson Nobel-díjas amerikai fizikus († 1958)

## Halálozások
- január 18. – Auguste Mariette francia régész, egyiptológus (* 1821)
- március 24. – Achille Delesse francia mineralógus és geológus (* 1817)
- június 23. – Matthias Jakob Schleiden német botanikus (* 1804)
- október 21. – Eduard Heine német matematikus, nevéhez fűződik a Heine-Borel-tétel és a Heine-tétel (* 1821)